# 限界 (経済学)
経済学における限界概念（げんかいがいねん、英: marginal concept）とは、財やサービスなどの変数を微少量だけ増やしたときの、（その変数に依存する）別の変数の追加1単位あたりの増加分もしくは増加率を表す。数学の微分と同じ概念であり、図の上では曲線の傾きで表される。
限界概念を考える際には、財が必要なだけ充分小さい単位に分割できるものと仮定されている。

## 例
- 限界均等化原理
- 限界効用理論
- 限界効用
- 限界非効用
- 限界収益
- 限界生産力
- 限界代替率
- 限界利益
- 限界費用